# Allsvenskan i bandy för damer 2008/2009
Allsvenskan i bandy för damer 2008/2009 spelades 15 november 2008–21 februari 2009, och vanns av AIK. Säsongen avslutades med att IFK Nässjö blev svenska mästarinnor för första gången, efter seger med 2-1 mot AIK i finalmatchen på Studenternas IP i Uppsala den 21 mars 2009.

## Förlopp
- Skytteligan vanns av Mikaela Hasselgren, AIK med 38 fullträffar.[2].

## Seriespelet
Not: Ettan och tvåan i serien gick direkt till semifinalspelet, trean till sexan spelade kvartsfinaler, sjuan och åttan spelade kval mot ett lag från Division I om en plats i Allsvenskan 2009/2010.
| Nr | Lag                 | S  | V  | O | F  | GM  | IM  | P  | MSK  |
| -- | ------------------- | -- | -- | - | -- | --- | --- | -- | ---- |
| 1  | AIK                 | 14 | 13 | 1 | 0  | 125 | 7   | 27 | +118 |
| 2  | IFK Nässjö          | 14 | 11 | 1 | 2  | 86  | 19  | 23 | +67  |
| 3  | Sandvikens AIK      | 14 | 9  | 1 | 4  | 78  | 35  | 19 | +43  |
| 4  | Västerstrands AIK   | 14 | 8  | 0 | 6  | 67  | 54  | 16 | +13  |
| 5  | Kareby IS           | 14 | 7  | 1 | 6  | 67  | 54  | 15 | +13  |
| 6  | Tranås BoIS         | 14 | 3  | 0 | 11 | 21  | 84  | 6  | -63  |
| 7  | Edsbyns IF          | 14 | 2  | 0 | 12 | 19  | 88  | 4  | -69  |
| 8  | Jönköping/WIK Bandy | 14 | 1  | 0 | 13 | 13  | 135 | 2  | -122 |

## Seriematcher
| - 15 november 2008 Jönköping - Västerstrand 1-4 - 15 november 2008 Kareby - Sandviken 2-5 - 15 november 2008 Edsbyn - Nässjö 0-5 - 16 november 2008 AIK - Tranås 6-0 - 22 november 2008 Sandviken - Jönköping 14-0 - 22 november 2008 Tranås - Kareby 2-6 - 22 november 2008 Nässjö - AIK 1-2 - 22 november 2008 Västerstrand - Edsbyn 7-0 - 29 november 2008 Kareby - Nässjö 1-5 - 29 november 2008 AIK - Edsbyn 12-0 - 29 november 2008 Jönköping - Tranås 1-4 - 30 november 2008 Sandviken - Västerstrand 5-4 - 13 december 2008 Tranås - Sandviken 2-6 - 13 december 2008 Nässjö - Jönköping 16-1 - 13 december 2008 Edsbyn - Kareby 2-5 - 14 december 2008 Västerstrand - AIK 1-7 - 20 december 2008 Jönköping - Edsbyn 3-1 - 20 december 2008 Sandviken - Nässjö 3-3 - 20 december 2008 Tranås - Västerstrand 0-6 - 21 december 2008 Kareby - AIK 2-2 - 26 december 2008 Nässjö - Tranås 11-0 - 27 december 2008 Edsbyn - Sandviken 0-8 - 27 december 2008 Västerstrands - Kareby 7-2 - 11 januari 2009 AIK - Jönköping 16-0 - 3 januari 2009 Jönköping - Kareby 0-11 - 3 januari 2009 Tranås - Edsbyn 3-0 - 3 januari 2009 Nässjö - Västerstrand 7-0 - 4 januari 2009 Sandviken - AIK 3-6 | - 6 januari 2009 Jönköping - AIK 0-20 - 6 januari 2009 Kareby - Västerstrand 8-7 - 6 januari 2009 Sandviken - Edsbyn 8-2 - 6 januari 2009 Tranås - Nässjö 1-10 - 10 januari 2009 Nässjö - Sandviken 3-1 - 10 januari 2009 Edsbyn - Jönköping 7-4 - 10 januari 2009 Västerstrand - Tranås 7-0 - 10 januari 2009 AIK - Kareby 9-0 - 17 januari 2009 Jönköping - Nässjö 0-8 - 17 januari 2009 Kareby - Edsbyn 7-1 - 17 januari 2009 AIK - Västerstrand 16-0 - 17 januari 2009 Sandviken - Tranås 7-2 - 24 januari 2009 Tranås - Jönköping 5-2 - 24 januari 2009 Nässjö - Kareby 5-2 - 24 januari 2009 Edsbyn - AIK 0-12 - 24 januari 2009 Västerstrand - Sandviken 6-3 - 31 januari 2009 Kareby - Tranås 8-1 - 31 januari 2009 AIK - Nässjö 5-0 - 31 januari 2009 Jönköping - Sandviken 0-8 - 31 januari 2009 Edsbyn - Västerstrand 1-5 - 7 februari 2009 Kareby - Jönköping 10-1 - 7 februari 2009 AIK - Sandviken 2-0 - 7 februari 2009 Edsbyn - Tranås 4-1 - 7 februari 2009 Västerstrand - Nässjö 2-4 - 21 februari 2009 Nässjö - Edsbyn 8-1 - 21 februari 2009 Sandviken - Kareby 7-3 - 21 februari 2009 Tranås - AIK 0-10 - 21 februari 2009 Västerstrand - Jönköping 11-0 |

## Slutspel om svenska mästerskapet

### Kvartsfinaler (efter UEFA:s cupmodell)
- 28 februari 2009: Kareby IS-Västerstrands AIK 3-9
- 28 februari 2009: Tranås BoIS-Sandvikens AIK 1-1
- 4 mars 2009: Sandvikens AIK-Tranås BoIS 14-0 (Sandvikens AIK vidare med 15-1 i målskillnad)
- 4 mars 2009: Västerstrands AIK-Kareby IS 4-3 (Västerstrands AIK vidare 13-6 i målskillnad)

### Semifinaler (bäst av tre)
- 7 mars 2009: Sandvikens AIK-IFK Nässjö 2-5
- 7 mars 2009: Västerstrands AIK-AIK 4-5
- 14 mars 2009: AIK-Västerstrands AIK 5-2 (AIK vidare med 2-0 i matcher)
- 14 mars 2009: IFK Nässjö-Sandvikens AIK 2-1 (IFK Nässjö vidare med 2-0 i matcher)

### Final
- 21 mars 2009: AIK-IFK Nässjö 1-2 (Studenternas IP, Uppsala)